# Herb Strzeleczek
Herb Strzeleczek – jeden z symboli miasta i gminy Strzeleczki.

## Wygląd i symbolika
Herb przedstawia na tarczy w polu czerwonym zieloną jodłę na czerwonym tle, której pień przeszywa złota strzała, skierowana grotem w prawą stronę ku górze. Obok drzewa umieszczono dwie złoty gwiazdy. Herb ten jest herbem mówiącym i nawiązuje do nazwy miejscowości Strzeleczki oraz legendy o jej powstaniu. Według niej podczas polowania na księcia rzucił się ranny jeleń. W tym momencie zjawił się książęcy łowczy, który na okrzyk strzelić! celnym strzałem zabił zwierzę. W dowód wdzięczności za uratowanie życia książę podarował łowczemu fragment lasu, na którym ten wybudował dom i nazwał go Strzelić.